# Lithocarpus tephrocarpus
Lithocarpus tephrocarpus (Drake) A.Camus – gatunek roślin z rodziny bukowatych (Fagaceae Dumort.). Występuje naturalnie w południowych Chinach – w południowo-wschodnim Junnanie. 

## Morfologia
PokrójZimozielone drzewo dorastające do 10–15 m wysokości.
LiścieBlaszka liściowa jest nieco skórzasta i ma kształt od podługowatego do owalnie podługowatego lub łyżeczkowatego. Mierzy 30–50 cm długości oraz 9–10 cm szerokości, jest całobrzega lub delikatnie ząbkowana przy wierzchołku, ma zaokrągloną nasadę i ostry wierzchołek. Ogonek liściowy jest nagi i ma 10 mm długości.
OwoceOrzechy o niemal kulistym kształcie, dorastają do 25 mm średnicy. Osadzone są pojedynczo w miseczkach o niemal kulistym kształcie, które mierzą 30–40 mm średnicy. Orzechy są w całości otulone w miseczkach.

## Biologia i ekologia
Rośnie w wiecznie zielonych lasach. Występuje na wysokości od 600 do 1100 m n.p.m. Kwitnie w sierpniu.